# Tour de Colombie 1984
Le Tour de Colombie 1984, qui se déroule du 7 au 20 mai 1984, est une épreuve cycliste remportée par le Colombien Luis Herrera. Cette course est composée de treize étapes.

## Présentation
Après la victoire, quelques semaines auparavant, de Luis Herrera au Clásico RCN, il devient le favori N° 1 de la compétition, ouverte pour la première fois aux professionnels. Après la participation des Renault et des Peugeot au Clásico, trois nouvelles équipes européennes affrontent les Colombiens à domicile. Il s'agit des Splendor, du Sporting Lisbonne (en) et d'une équipe mixte sous le patronage de Mavic (et la direction de Raphaël Géminiani). L'épreuve moins montagneuse que le Clásico RCN comporte toutefois vingt-deux difficultés répertoriées (dont sept cols de première catégorie). Elle débute par un prologue à Duitama, le 7 mai, pour se terminer dans la capitale Bogota, le 20.

## Étapes
Treize étapes et un prologue sont au menu de cette 34e édition.
| Étape     | Date   | Villes étapes                    |                              | Distance (km) | Vainqueur d’étape             | Leader du classement général |
| --------- | ------ | -------------------------------- | ---------------------------- | ------------- | ----------------------------- | ---------------------------- |
| Prologue  | 7 mai  | Circuit à Duitama                | Contre-la-montre individuel  | 4,2           | Ramón Tolosa (es)             | Ramón Tolosa                 |
| 1re étape | 8 mai  | Duitama - Tunja                  |                              | 107,5         | Manuel Ignacio Gutiérrez (es) | Manuel Ignacio Gutiérrez     |
| 2e étape  | 9 mai  | Tunja - Bogota                   |                              | 145           | Argemiro Bohórquez (es)       | Manuel Ignacio Gutiérrez     |
| 3e étape  | 10 mai | Bogota - Honda                   |                              | 157           | Argemiro Bohórquez            | Manuel Ignacio Gutiérrez     |
| 4e étape  | 11 mai | Honda - Doradal                  | Contre-la-montre par équipes | 90            | Leche La Gran Vía             | Manuel Ignacio Gutiérrez     |
| 5e étape  | 12 mai | Doradal - Medellín               |                              | 176,6         | Guillermo Beltrán             | Manuel Ignacio Gutiérrez     |
| 6e étape  | 13 mai | Caldas - Anserma                 |                              | 164,3         | Luis Herrera                  | Luis Herrera                 |
| Repos     | 14 mai |                                  |                              |               |                               |                              |
| 7e étape  | 15 mai | Buga - Buenaventura              |                              | 119           | Jean-Philippe Vandenbrande    | Luis Herrera                 |
| 8e étape  | 16 mai | Buenaventura - Cali              |                              | 127,9         | Francisco Javier Giraldo      | Luis Herrera                 |
| 9e étape  | 17 mai | Palmira - Guacarí                | Contre-la-montre individuel  | 27,5          | Luis Herrera                  | Luis Herrera                 |
| 10e étape | 17 mai | Zarzal - Manizales               |                              | 128,9         | Luis Herrera                  | Luis Herrera                 |
| 11e étape | 18 mai | Manizales - Ibagué               |                              | 182,5         | Alirio Chizabas (es)          | Luis Herrera                 |
| 12e étape | 19 mai | Chicoral - Bogota                |                              | 180           | Francisco Rodríguez           | Luis Herrera                 |
| 13e étape | 20 mai | Circuit Parque Nacional (Bogota) |                              | 86,4          | Rafael Tolosa (es)            | Luis Herrera                 |

## Classement général
Le classement de la XXXIV Vuelta a Colombia est le suivant :
| Classement final | Classement final     | Classement final | Classement final  | Classement final  |
|                  | Coureur              | Pays             | Équipe            | Temps             |
| ---------------- | -------------------- | ---------------- | ----------------- | ----------------- |
| 1er              | Luis Herrera         | Colombie         | Piles Varta A     | en 40 h 4 min 8 s |
| 2e               | Francisco Rodríguez  | Colombie         | Leche La Gran Vía | + 4 min 17 s      |
| 3e               | Fabio Parra          | Colombie         | Leche La Gran Vía | + 4 min 23 s      |
| 4e               | Reynel Montoya       | Colombie         | Leche La Gran Vía | + 4 min 55 s      |
| 5e               | Israel Corredor      | Colombie         | Piles Varta A     | + 5 min 3 s       |
| 6e               | Pablo Wilches        | Colombie         | Leche La Gran Vía | + 5 min 15 s      |
| 7e               | Alfonso Flórez       | Colombie         | Piles Varta A     | + 6 min 27 s      |
| 8e               | Manuel Cárdenas (es) | Colombie         | Piles Varta A     | + 6 min 47 s      |
| 9e               | Alirio Chizabas (es) | Colombie         | Ferretería Reina  | + 7 min 9 s       |
| 10e              | Rafael Acevedo       | Colombie         | Piles Varta B     | + 7 min 21 s      |
| modifier         |                      |                  |                   |                   |